# Schwüle (Film)
Schwüle (Originaltitel: Зной, Snoi) ist ein sowjetischer Spielfilm, der in der Kirgisischen SSR unter der Regie von Larissa Schepitko im Jahr 1963 nach der Erzählung Das Kamelauge von Tschingis Aitmatow aus dem Jahr 1961 gedreht wurde.

## Handlung
Der 17-jährige Kemel wird nach dem Schulabschluss vom Komsomol in die Steppe von Anrachai delegiert, um dort eine kleine, sechsköpfige Feldbrigade bei der Gewinnung von Neuland zu unterstützen. Das Auto, welches ihn dorthin befördert, bringt auch gleich die angesammelte Post mit, so auch einen Brief an Abakir Dschuraew, einen der zwei Traktoristen, der allerdings behauptet, dass er keine Briefe bekomme. Kemel kommt aber der Name des Empfängers bekannt vor, weiß ihn aber nicht einzuordnen. Während des Essens fällt ihm aber ein, einen Artikel über einen preisgekrönten Traktoristen gleichen Namens gelesen zu haben. Die Mitglieder der Brigade lachen ihn deshalb aus und Abakir streitet ab, der Gesuchte zu sein.
Kemel, der gehofft hatte, auf einem der Traktoren als Fahrer, oder wenigstens zur Bedienung des Pflugs eingesetzt zu werden, ist enttäuscht, dass er nur als Wasserholer eingesetzt wird. Dafür muss er mit einem Pferdefuhrwerk eine längere Strecke fahren, dort an einer Quelle mit einem Eimer den Tank auf seinem Hänger füllen und nach der Rückkehr das Kühlwasser der Kettenfahrzeuge wechseln. Das mit dem Wasserwechsel klappt beim ersten Mal nicht, da er seinen Eimer an der Quelle vergessen hat und sofort losrennt, um ihn zu holen. So bekommt er nicht mit, dass der Traktorist noch einen Ersatzeimer hat. An der Quelle hat sich inzwischen ein Mädchen mit ihrer Schafherde eingefunden und beide stellen sofort fest, dass sie sich sympathisch sind. Nach diesem Blickwechsel rennt Kemel mit dem Eimer den weiten Weg durch die Steppe wieder zurück zu den Traktoren, wo er völlig erschöpft eintrifft. Nach einer erneuten Fahrt will er bei Abakir das Wasser wechseln, der ihm aber nicht sofort verrät, wo er das heiße Wasser ablassen kann, sich dafür aber über ihn lustig macht.
Am nächsten Morgen findet Kalipa in einem Rucksack voller schmutziger Wäsche, die sie für Abakir waschen will, eine Auszeichnung für ihn, womit geklärt ist, dass er der berühmte Traktorist ist. Darüber ist dieser sehr erbost und brüllt Kalipa, die ihn liebt und den Pflug hinter seinem Traktor bedient, mit bösen Worten an. Deshalb wird er von Kemel zur Rede gestellt, der daraufhin aufgefordert wird, sich aus fremden Sachen herauszuhalten. Doch Kemel besteht darauf, dass die Menschen nicht wie Vieh behandelt werden dürfen, was Abakir wiederum als Gelaber bezeichnet. Er behauptet auch, dass die Arbeit in der Steppe völlig umsonst ist, da dort niemals etwas Brauchbares wachsen wird. Auf der nächsten Fahrt zur Quelle entdeckt Kemel wieder das bereits bekannte Mädchen auf einem Pferd, spannt sein eigenes Pferd aus und gemeinsam reiten sie durch die Steppe, so dass er die Zeit und seine Aufgabe vergisst. Zurück am Traktor wartet Abakir bereits auf ihn und schreit ihn an, obwohl Kemel sich entschuldigt hat. Der weigert sich deshalb, das Wasser zu wechseln, was Kalipa nun erledigen will, weshalb Abakir ihr den vollen Eimer mit dem Fuß aus der Hand schlägt. Eine Prügelei zwischen den Männern wird nach einem heftigen Streit nur vermieden, da Kemel sich einfach umdreht und geht.
Am Abend in der Jurte versichert Kalipa Abakir ihre unendliche Liebe und erklärt ihm, dass auch die anderen Mitglieder der Brigade, inklusive Kemel, ihn ehren und achten. Abakir erzählt dann aus seiner Vergangenheit, als er eine viel größere Brigade leitete und er immer wieder als Bester ausgezeichnet wurde. Doch dann ist er in Ungnade gefallen und man behauptete, er sei eingebildet geworden. Als sie von einer gemeinsamen Zeit im kommenden Winter spricht und noch einmal auf Kemel zurückkommt, bezeichnet er sie als dumme Gans und schickt sie weg. Am nächsten Tag muss sich Kalipa von ihrer Kollegin, die alles in der Jurte mitgehört hat, da auch alle zusammen schlafen, sagen lassen, dass sie sich nicht einbilden soll, von Abakir geheiratet zu werden. Sie wird genauso verlassen werden, wie seine ehemalige Familie, doch jetzt nutzt er sie noch aus, da er sie noch braucht. Am Abend in der Jurte kommt es wieder zum Streit, der darin gipfelt, dass sich Kalipa bei Licht ausziehen soll, was sie erst verweigert. Als sie doch nachgibt, zerschmeißt Kemel die Petroleumlampe, um den Raum zu verdunkeln und verlässt mit seinen Sachen die Jurte.
Auf dem Weg trifft er auf eine Gruppe Muldenkipper, von denen ein Fahrer ihn mitnimmt. Hier erfährt er, dass sie zu denen gehören, die dafür sorgen, ein Meer in die Steppe zu bauen, wofür sie unterirdische Flüsse umleiten. Obwohl Kemel erst überlegt, bei ihnen zu arbeiten, steigt er wieder aus dem LKW aus und läuft zurück zu seiner Brigade. Zum Abendbrot erreicht er sein Ziel und erwähnt, dass es bald Wasser in Anrachai geben wird. Zugleich besteht er darauf, in Zukunft kein Wasser mehr zu fahren, sondern auf einem Pflug eingesetzt zu werden, wofür er delegiert wurde. Also wird festgelegt, dass er und Abakir in Zukunft gemeinsam pflügen werden. Bei der ersten gemeinsamen Fahrt in drückender Hitze wird Kemel sehr müde, aber auch Abakir fallen die Augen zu, weshalb er die vorgesehene Spur verlässt. Das wiederum ist für den Jungen Grund genug, ihn deshalb zu fragen, ob er seine früheren Rekorde auch auf diese Art erzielt hat. Doch er gibt zu, dass die Felder dafür von Kollegen vorbereitet wurden, welche die beim Pflügen störenden Disteln vorher entfernten. Nach der Beendigung des rekordverdächtigen Pflügens an diesem Tag geht Abakir zurück ins Lager und Kemel läuft zu dem Mädchen mit der Schafherde. Gemeinsam verbrennen sie das Wüstengras, um somit das Pflügen am nächsten Tag zu erleichtern.
Am nächsten Morgen verlässt Kalipa glücklich die Jurte und will das Pferd zum Wasserholen einspannen, wobei sie von Akabir abgelöst wird. Diese Zeit nutzt Kalipa, um Kemel das Fahren mit dem Traktor zu zeigen und zu erlauben. Als Akabir das sieht, schlägt er sie deshalb zu Boden und rennt hinter dem Traktor hinterher, wovon ihn Kalipa immer wieder abhalten will. Doch immer wieder wird sie von Akabir in den Steppensand geworfen, bis er es schafft, sich direkt vor den fahrenden Traktor zu stellen. Im letzten Moment gelingt es Kemel das Gefährt zum Stehen zu bringen. Wieder zurück in der Jurte versucht Akabir weiter seine Macht auszuspielen und erklärt dem Leiter der Brigade, nicht mehr arbeiten zu wollen, solange Kemel noch anwesend ist. Als dieser nicht darauf eingehen will, sieht Akabir ein, dass er nicht mehr allein das Sagen hat, packt seine Sachen und verschwindet in der Steppe, während ihm die anderen hinterherschauen.

## Produktion
Der in Schwarzweiß gedrehte Film hatte am 10. Juni 1963 unter dem Titel Зной in Moskau Premiere. Termine für die Kino-Erstaufführungen in der DDR und in der Bundesrepublik, wo er den Alternativtitel Glut hatte, sind nicht nachzuweisen. Im Fernsehen der DDR wurde der Film das erste Mal am 19. November 1978 im 2. Programm mit deutschen Untertiteln ausgestrahlt. Im bundesdeutschen Fernsehen lief der Film lt. IMDb am 21. April 1965 unter dem Titel Unter heißer Sonne. In der Schweiz lief der Film im Kino unter dem Titel Hitze.

## Kritik
Laut Lexikon des internationalen Films zeigt der Film die ernüchternden Erfahrungen eines jungen Mannes, der sich zur Arbeit in die kirgisische Steppe verpflichtete und dessen abenteuerliche und romantische Träume ihren Glanz verlieren, als er mit der harten Wirklichkeit konfrontiert wird.

## Auszeichnungen
- 1964: Großer Preis für die beste Regieleistung auf dem Allunionsfestival für sowjetische Filme in Leningrad[4]
- 1964: Erster Preis für die beste Regie auf dem Filmfestival der mittelasiatischen Republiken und Kasachstans[5]
- 1965: Großer Preis auf dem Frankfurt am Main Film Festival
- 1965: Preis auf dem Internationales Filmfestival Karlovy Vary[6]